# Kulspruta m/1875
Kulspruta m/1875 är en kulspruta som har använts inom den svenska krigsmakten. Vapnet konstruerades omkring 1870 av uppfinnaren Helge Palmcrantz och patenterades av honom år 1873. Två år senare antogs kulsprutan av det svenska försvaret. 

## Historia
Kulspruta m/1875 var inspirerad av Gatlingkulsprutan, uppfunnen av amerikanen Richard Gatling i början av 1860-talet. Den svenske uppfinnaren Helge Palmcrantz inledde 1870 utvecklingen av en egen kulsprutemodell, som följde Gatlings princip med ett flertal eldrör monterade på en rörlig lavett. 
Kulsprutan tillverkades vid  Palmcrantz' och Theodor Winborgs fabrik på Kungsholmen i Stockholm, och fanns tillgänglig i en serie olika kalibrar, samt med olika antal pipor. Den tiopipiga varianten antogs 1875 av den svenska krigsmakten under beteckningen kulspruta m/1875.